# شوجو فوجيماكي
شوجو فوجيماكي (باليابانية: 藤牧 祥吾) (مواليد 13 يونيو 1989)، هو لاعب كرة قدم ياباني سابق كان يلعب كمدافع.

## وصلات خارجية
- شوجو فوجيماكي على موقع رابطة كرة القدم اليابانية للمحترفين (اليابانية)
- شوجو فوجيماكي على موقع قاعدة بيانات كرة القدم.إي يو (الإنجليزية)
- شوجو فوجيماكي على موقع Soccerway.com (الإنجليزية)